# Maquira guianensis
Espèce
Statut de conservation UICN

 LC  : Préoccupation mineure
Synonymes
- Olmedia guianensis (Aubl.) Trécul
- Olmedia maquira Steud.
- Perebea costaricana Standl.
- Perebea laurifolia Trécul[2]

Maquira guianensis est une espèce de plantes à fleurs à la famille des Moraceae. Il s'agit de l'espèce type du genre Maquira Aubl..
C'est un arbre néotropical. Il est connu en Guyane sous les noms de Manletterhout (Sranan tongo), Sokonè (Arawak), Yanu'y'wa , Yawasitipa (Wayãpi), Paya (Aluku).

## Description
Maquira guianensis est un arbre du sous-étage ou de la canopée, atteignant 10(–30) m de haut, dioïque ou parfois monoïque, à rameaux pubérulents.
Il produit une latex blanc à jaunâtre.
Les rameaux feuillés sont pubérulents et épais de 1 à 4 mm.
Les stipules pubérulentes sont longues de (0,1-)0,2-0,8 cm.
Les pétioles mesurent 0,2-1,5-2 cm de long ; 
Le limbe est coriace à subcoriace, glabre dessus et légèrement pubérulent dessous, mesure 3-18(-3) x 1,5-6(-9,5) cm (plus large au-dessus du milieu), est de forme oblongue, étroitement elliptique à elliptique lancéolée, avec l'apex acuminé, la base aiguë à obtuse, et les marges entières.
On compte (4-)6-14(-18) paires de nervures secondaires, qui sont saillantes en-dessous.
La nervation tertiaire est réticulée (non parallèle). 
Les inflorescences staminées (mâles), sont groupées jusqu'à 3 ensemble.
Chacune mesure 0,4-1,5 cm de diamètre, comporte un pédoncule long de 0,2-1,5(2) cm, pas de bractées, et de nombreuses fleurs.
Le réceptacle floral mesure 0,5-1,5 cm de diamètre.
L'involucre comporte (3-)5-6 séries de bractées deltoïdes à ovales, aiguës à obtuses, pubérulentes.
Le périanthe est pubérulent à tomenteux, haut d'environ 0,5 mm, et compte 3-4 lobes.
Chaque fleur compte 4 étamines, avec le filet long de 0,5-0,6 mm, et l'anthère d'environ 0,3 × 0,3 mm.
Au centre, on trouve une touffe de poils, mais pas de pistillode.
Les inflorescences pistillées (femelles) sont solitaires, parfois accompagnées par 1-2 inflorescences staminées. 
Elles mesurent 0,5-2 cm de diamètre, sont subsessiles avec un pédoncule mesurant 5 à 12 mm de long.
L'involucre comporte environ 5 séries de bractées deltoïdes à ovales à subrotondées, aiguës à acuminées, densément pubérulentes.
Elles réunissent (5-)10-35 fleurs libres.
Le périanthe est haut de 1,3-3,0 mm, quadrifide, velouté brun.
Le style est gonflé, densément pubérulent, et long d'environ 1,5 mm.
Les stigmates obtus sont  en forme de langue, et longs de 1-1,5 cm.
L'infructescence mesure (2-)3-4(4,5) cm de diamètre, avec les périanthes veloutés bruns, libres, forme oblongoïde, et hauts d'environ 1,5 cm,,.
Son bois est brun orangé, finement strié de lignes claires, à grain fin, et très lourd (densité : 0,93).
On distingue deux sous-espèces dans ce taxon :

### M. guianensis subsp. costaricana(Standl.) C.C. Berg
Cette sous-espèce produit des arbres atteignant 35 m de haut. 
Ses bractées sont involucrées avec une légère pubescence blanchâtre.
Les pédoncules sont longs de 0–8 mm.
Le périanthe fructifère est non ou à peine côtelé, et généralement subglabre.

### M. guianensis subsp. guianensis
Cette sous-espèce, appelée Manichi au Venezuela (Yekwana), produit des arbres atteignant 25 m de haut. 
Ses bractées sont involucrées et couvertes d'une pubescence brune dense.
Les pédoncules sont longs de 5–20 mm.
Le périanthe fructifère est côtelé, et brun-velouté.

## Répartition
Maquira guianensis est présent du Nicaragua au nord de l'Amérique du sud en passant par le Costa Rica, le Panama, la Colombie, le Venezuela, le Guyana, le Suriname, la Guyane, l'Équateur, le Pérou, le Brésil. Il est commun en Guyane et au Suriname mais inconnu au Guyana.
- La sous-espèce costaricana (Standl.) C.C. Berg est présente au Nicaragua, au Costa Rica, au Panama, en Colombie, au Venezuela (Bolívar), en Équateur, au Pérou, au Brésil et en Bolivie.
- La sous-espèce guianensisest présente au Venezuela (Bolívar, Zulia), au Guyana, au Suriname, en Guyane et au Brésil (Maranhão, Mato Grosso, Pará)[8].

## Écologie
Maquira guianensis préfère les forêts de terre ferme (non inondées).
- La sous-espèce costaricana (Standl.) C.C. Berg affectionne les forêts sur pentes boisées sèches, les lisières forestière autour de 400–700 m d'altitude.
- La sous-espèce guianensis pousse dans les forêts riveraines des terres hautes, autour de 200–1 400 m d'altitude[8].

En Guyane, Maquira guianensis fleurit en août-septembre, et fructifie en février-avril. 
Dans le Mato Grosso, les fruits de Maquira guianensis sont consommés par le singe hurleur à mains rousses.

## Protologue

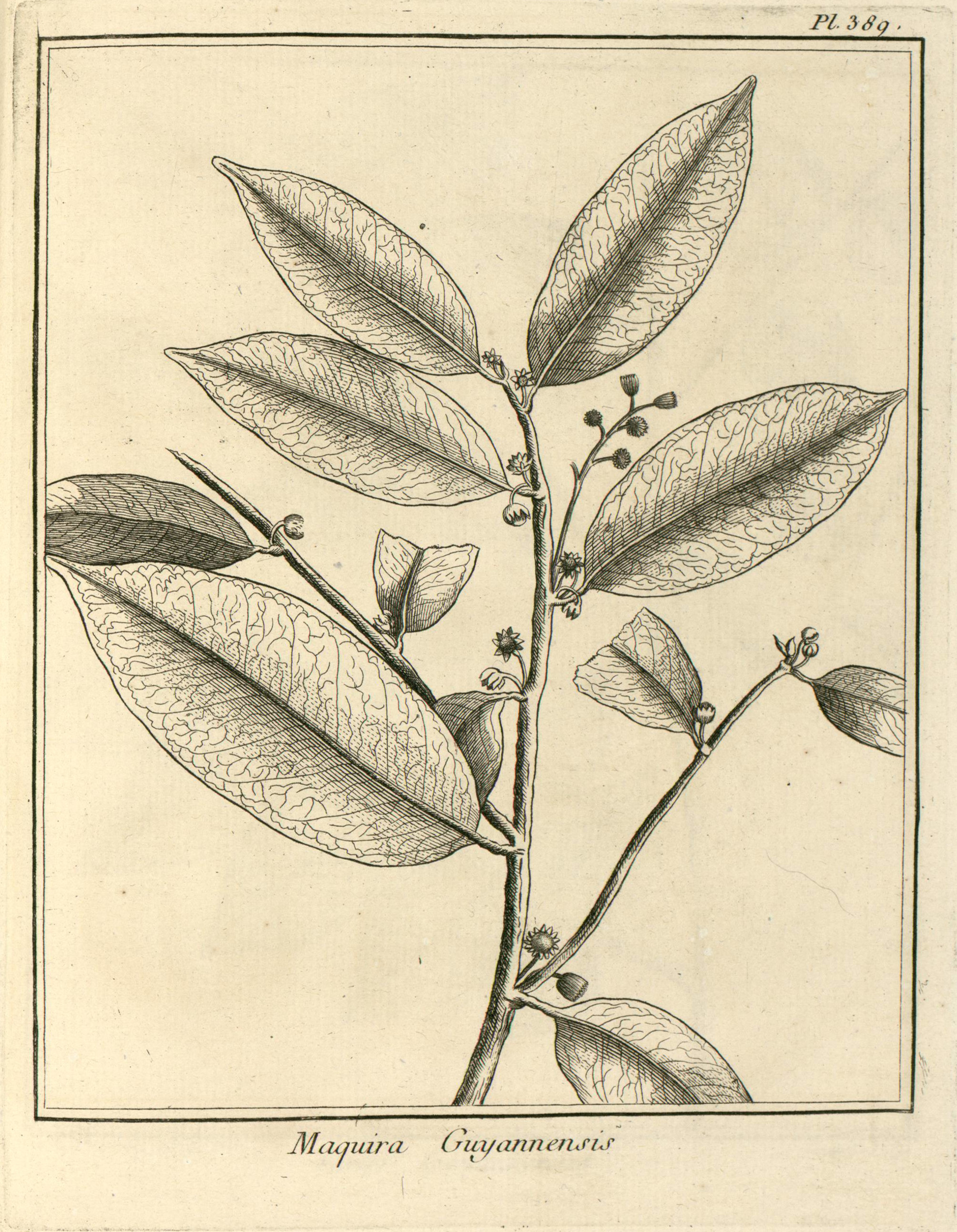
Maquira guianensis (Pl. 389) d'après Aublet, 1775

En 1775, le botaniste Aublet propose le protologue suivant : 

« MAQUIRA Guianenſis. (Tabula 389.)
Arbor mediocris, trunco ſeptem-pedali, aci ſummitatem ramoſo; ramis undique ſparſis. Folia alterna, ovata, acuta, glabra, integerrima, brevi petiolata. Flores axillares, ſolitarii, bini aut terni, vel plures, ſpicati, fortè floſculoſi aut radiati. Calix communis, imbricatus ; squamis plurimis, minimis, acutis. Corolla nondum erat expanſa.
Florere incipiebat Junio.
Habitat Guianæ ad margines pratorum pradii domini Rouſſeau.

LE MAQUIRE de la Guiane.
Cet arbre eſt de moyenne grandeur. Son tronc a ſix à ſept pieds de hauteur, ſur ſix pouces de diamètre. Son écorce n'eſt liſſe & cendrée. Son bois eſt blanchâtre. Il pouſſe à ſon ſommet un grand nombre de branches rameuſes, les unes droites, & d'autres inclinées en tout ſens. Elles ſont garnies de feuilles alternes, liſſes, vertes, entières, fermés, ovales, terminées par une pointe mouſſe : leur pédicule eſt court. Les plus grandes ont cinq pouces de longueur, ſur deux pouces de largeur. 
Les fleurs m'ont paru être à fleurons très petits, Elles étoient renfermées dans un calice arrondi & forme de pluſieurs écailles étroites, rouſſâtres, aiguës, appliquées les unes ſur les autres. Chaque bouton de fleur eſt porte ſur un pédoncule long d'environ cinq lignes : il y en a un ſeul, ou deux, ou trois, à l'aiſſelle d'une feuille. Quelquefois on trouvé un pédoncule qui porte pluſieurs boutons diſpoſés alternativement en forme d’épi. Leur pédoncule particulier eſt alors très court. 
Je n'ai pu obſerver le caractère de cette fleur. Elle n'étoit pas aſſez avancée. 
Cet arbre commençoit à fleurir dans le mois de Juin. 
II croît vis-à-vis Caïenne dans la Guiane, ſur les bords de la ſavane qui dépend de l'habitation de M. Rouſſeau, ancien Officier. »

— Fusée-Aublet, 1775.